# Chapelle Saint-Laurent de Tournus
La chapelle Saint-Laurent de Tournus est un édifice religieux du Xe siècle, situé sur la commune de Tournus, en France.

## Généralités
La chapelle est située à 400 mètres au nord de l'Abbaye Saint-Philibert de Tournus et à 200 m au sud de la route nationale traversant Tournus et de la ligne de chemin de fer. Elle se trouve sur le territoire de la commune de Tournus, dans le département de Saône-et-Loire, en région Bourgogne-Franche-Comté, en France.

## Historique
La chapelle est mentionnée en 946 en tant que dépendance de l'Abbaye Saint-Philibert de Tournus et fait partie des quatre chapelles que l'abbaye avait fait construire. Elle est vraisemblablement remaniée au XIIe siècle par l'ajout d'un clocher et au XVIe siècle de manière mineure pour deux fenêtres. 
Alors qu'elle devait être détruite pour laisser place à une gare de marchandise en 1904, elle est sauvée de la destruction et classée au titre des monuments historiques par arrêté du 22 décembre 1905,.

## Architecture
De simple plan rectangulaire et de dimensions modestes, l'église témoigne de son style préroman par l'appareillage de ses murs en Opus spicatum (pierres assemblées en épis ou plus vraisemblablement en arêtes de poisson), agglomérés en mortier grossier. Le toit est très aplati et formé à partir de tuiles creuses.
L'intérieur et à nef unique non voutée et à charpente rudimentaire, suivi de deux petites travées : la première de faisant au travers d'une arcade de 2,10 mètres d'ouverture, voutée d’un berceau en plein cintre et supportant un petit clocher ramassé, la seconde, de dimensions de 2 mètres sur 2,10 mètres est terminée par un chevet droit, et dont la particularité est d'être « légèrement biaisée » (pas tout à fait rectangulaire). Trois fenêtres sont percées sur les murs latéraux, et trois baies percent le chevet.

## Fresques
L'intérieur présente des vestiges de peintures murales, possiblement exécutées lors du remaniement de la chapelle au XIIe siècle. Une de ces peintures dans la nef pourrait représenter la « déposition de la croix ».

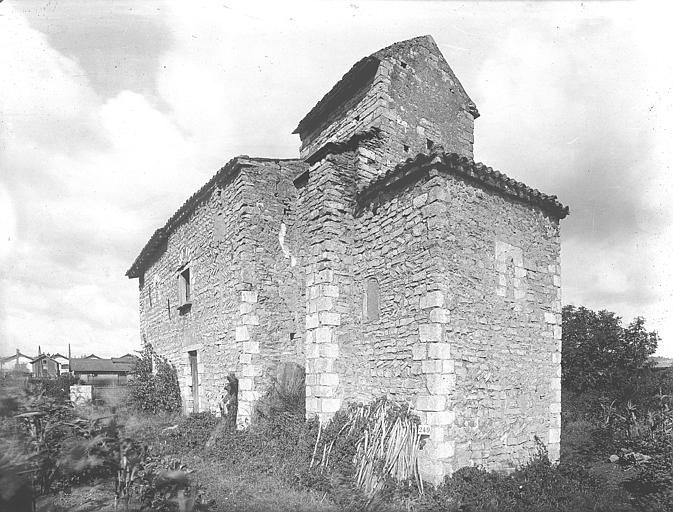
La chapelle, fin XIXe siècle, début XXe siècle
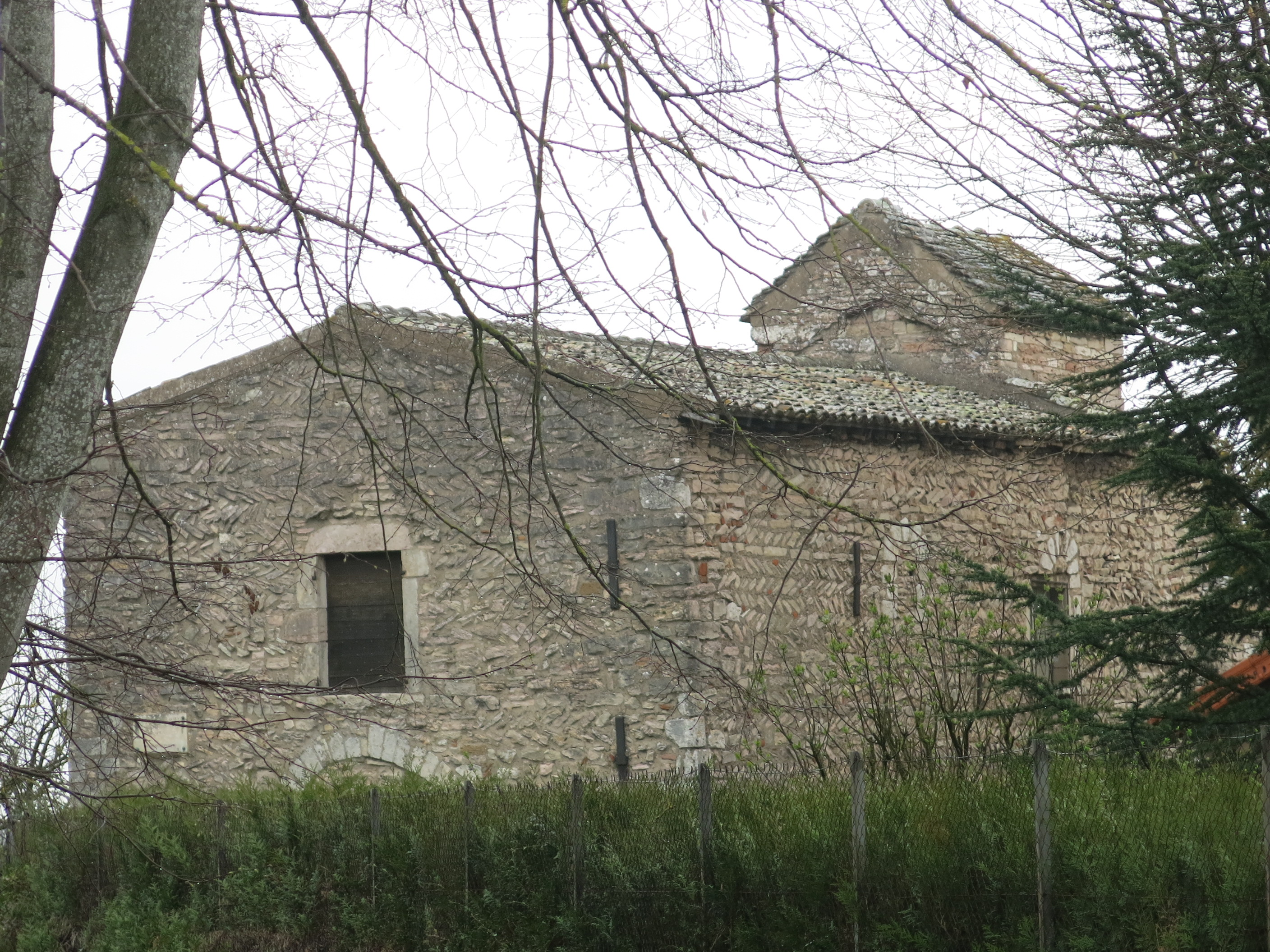
Autre vue extérieure
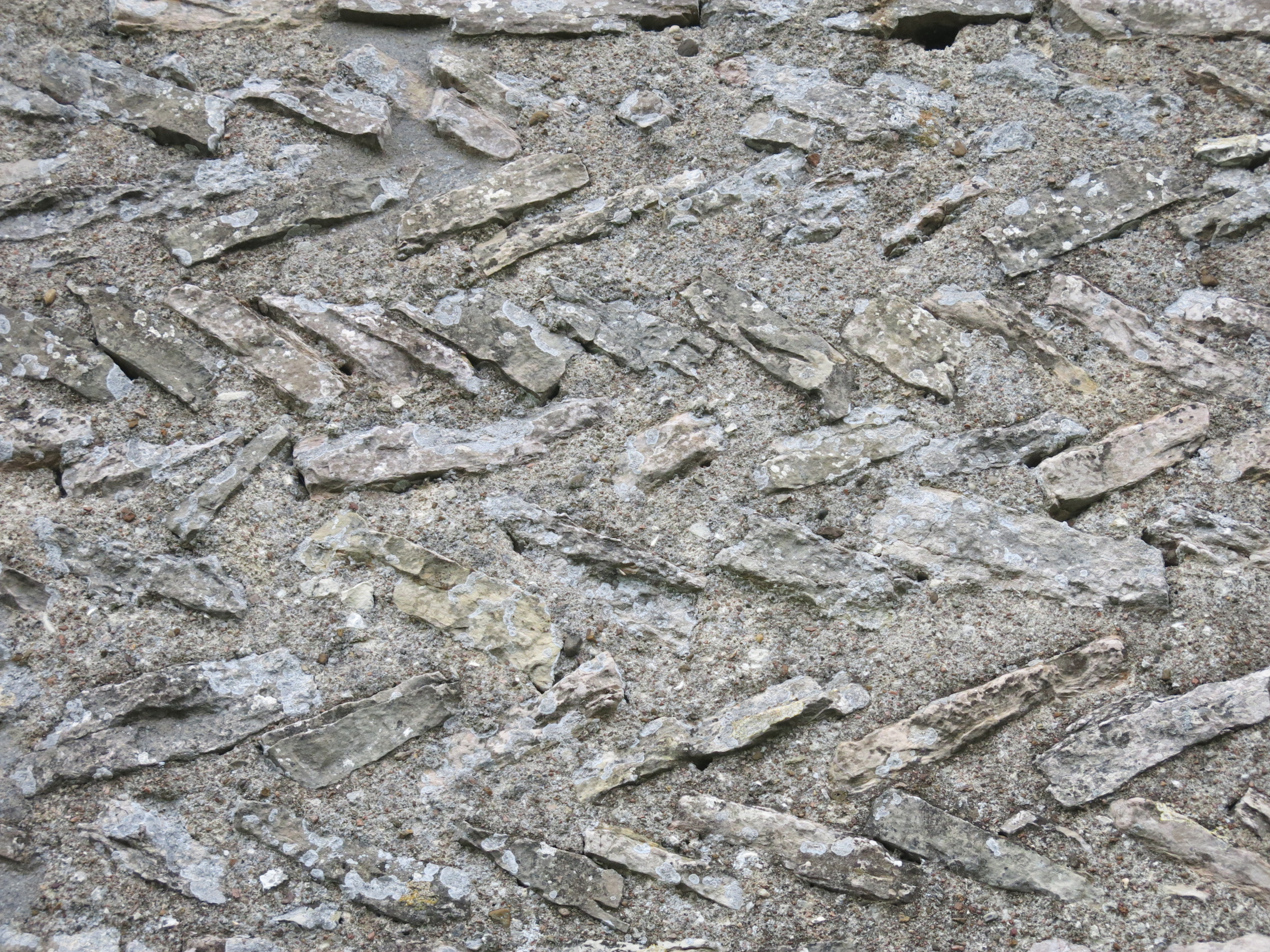
Détail de l'appareillage en Opus spicatum
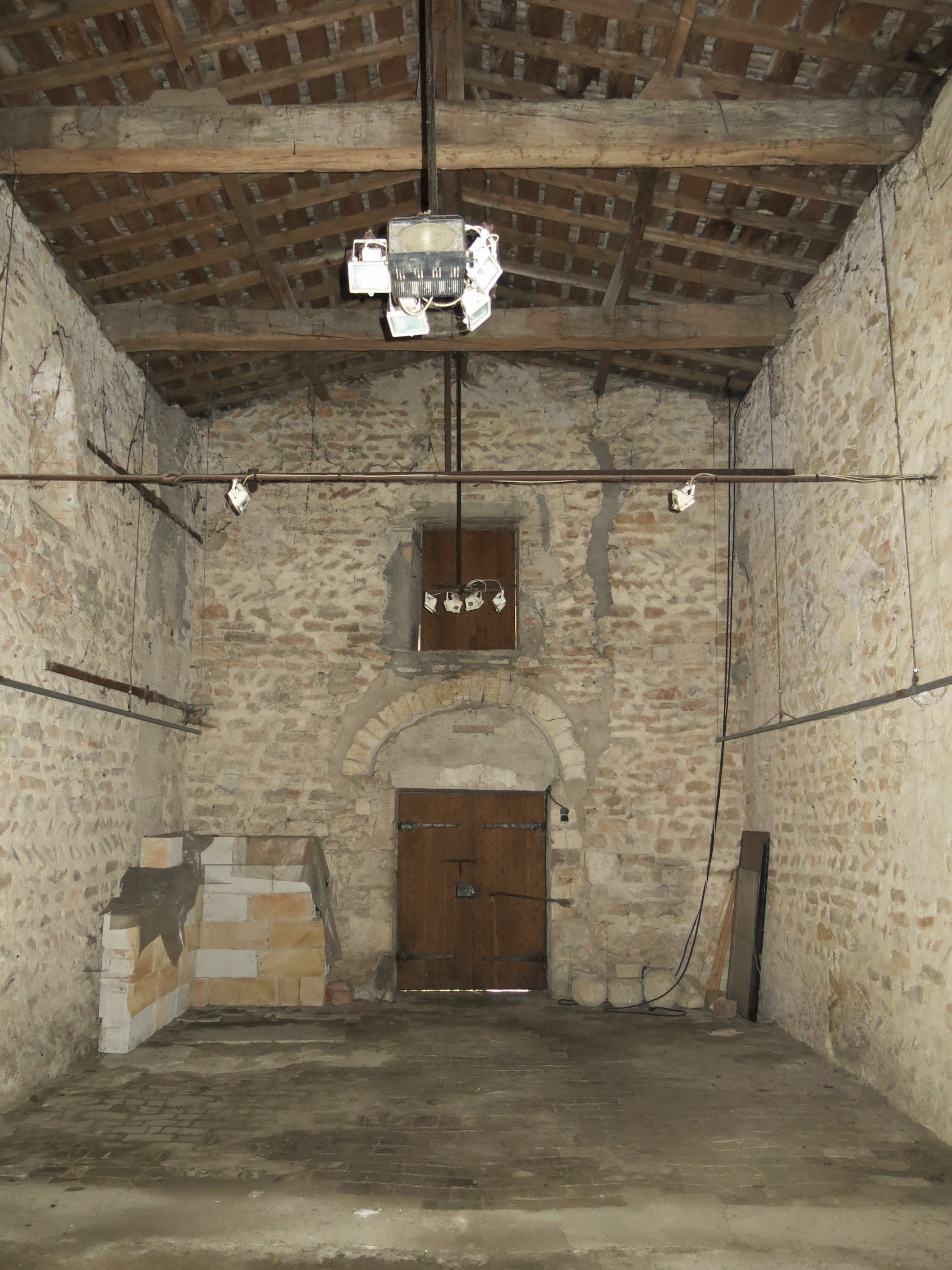
La nef
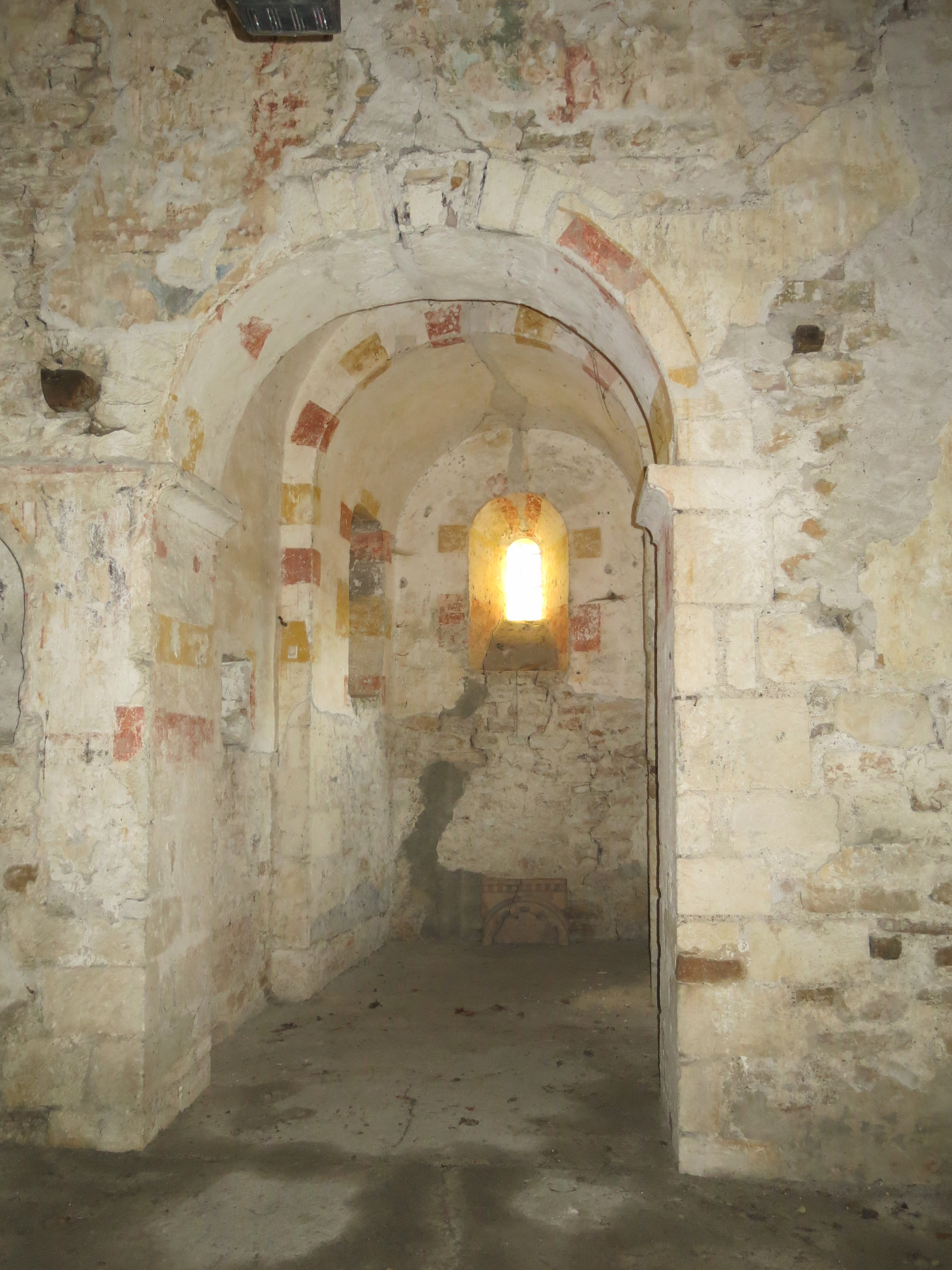
Le chœur